# حملة اليو بوت (الحرب العالمية الأولى)
كانت حملة اليو بوت من عام 1915 إلى 1918 هي الحملة البحرية للحرب العالمية الأولى التي خاضتها الغواصات الألمانية ضد الطرق التجارية للحلفاء. لقد حدث الجزء الأكبر منها في البحار المحيطة بالجزر البريطانية والبحر الأبيض المتوسط. اعتمدت الإمبراطورية الألمانية على الواردات من الأغذية وإنتاج الغذاء المحلي (وخاصة الأسمدة) أما المملكة المتحدة فقد كانت تعتمد بشدة على الواردات لإطعام سكانها، وكان كلاهما يحتاج إلى مواد خام لتزويد صناعتهم الحربية ؛ لذلك سعت القوتين إلى حصار بعضها البعض. كان لدى البريطانيين البحرية الملكية التي كانت متفوقة من حيث العدد كما يمكنها أن تعمل في معظم محيطات العالم بسبب الإمبراطورية البريطانية الممتدة، في حين اقتصر الأسطول التابع للبحرية الألمانية الإمبراطورية بشكل أساسي على قواتها المنتشرة في بعض البحار، وتوئيف بعض الغزاة التجاريين والحرب البحرية غير المقيدة.  
في سياق الأحداث في المحيط الأطلسي وحده، أغرقت الغواصات الألمانية حوالي 5000 سفينة بحمولة تقدر بحوالي 13 مليون طن إجمالي، وفقدت 178 غواصة وحوالي 5000 رجل في القتال. كما كان لديها غواصات أخرى تعمل في كل من الشرق الأقصى وجنوب شرق آسيا والمحيط الهندي والبحر الأبيض المتوسط وشمال البحر.

## الحملة الأولية 1914

### بحر الشمال: الحملة الأولية
أبحرت قافلة من تسع قوارب يو في أغسطس 1914 من قاعدتها في هيليغولاند لمهاجمة السفن الحربية الملكية في بحر الشمال في أول دورية غواصات حربية في التاريخ. كان الهدف الرئيسي لهذه الحملات إغراق سفن الأسطول البريطاني الكبير، وتقليل التفوق العددي للأسطول البريطاني الكبير على أسطول أعالي البحار الألماني. لم تكن أول حملة ناجحة، فقد نفذ هجوم واحد فقط، عندما أطلق يو بوت 15 طوربيدًا غير ناجح على السفينة مونارتش، وفُقد اثنان من القوارب العشرة.
لكن قوارب يو حققت نجاحًا هامًا في وقتٍ لاحقًا من الشهر عندما أغرقت السفينة باثفيندر، وفي سبتمر أغرقت قوارب يو ثلاث سفن بريطانية هي أبوكير وهوغيو وكريسي في هجوم واحد. تبع ذلك نجاحات أخرى في أكتوبر عندما أغرق قارب يو السفينة هوك، وبحلول نهاية الحملة الأولية في بحر الشمال كانت قوارب يو قد أغرقت تسع سفن حربية بريطانية بينما خسرت خمس قوارب فقط.

### البحر الأبيض المتوسط: الحملة الأولية
شملت المراحل الأولى من حملة قوارب يو في البحر الأبيض المتوسط هجمات مجرية نمساوية ضد البحرية الفرنسية التي كانت تحاصر أوترانتو. امتلكت البحرية النمساوية المجرية في تلك الفترة سبعة قوارب يو في الخدمة. قامت هذه القوارب بخمس عمليات محدودة ومناورتين ضمن المياه الإقليمية، ومع ذلك حققت بعض النجاحات. دمرت قوارب يو السفينة الحربية الفرنسية جان بارت في 21 ديسمبر 1914، ما تسبب في خروجها من الخدمة، وفي 27 أبريل 1915 أغرقت قوارب يو السفينة الفرنسية ليون غامبيتا مع تحقيق خسائر فادحة في الأرواح. رغم ذلك لم تكن القوارب النمساوية المجرية قادرة على القيام بأي تدخل للحد من تحركات الحلفاء في البحر الأبيض المتوسط خارج مضيق أوترانتو.

### حرب الغواصات
كانت الميزة الرئيسية التي تتمتع بها قوارب يو في عام 1914 هي القدرة على الغطس، ولم يكن لدى السفن الحربية وسائل للكشف عن الغواصات تحت الماء، وحتى لو كشفتها لا توجد وسائل لمهاجمتها، بينما كانت قوارب يو تمتلك طوربيدًا قادر على تدمير أي سفينة حربية مدرعة. كانت نقاط ضعف هذه القوارب قليلة وعير معروفة على نطاق واسع، ولكنها أصبحت واضحة أكثر مع استمرار المعارك، فمثلًا كانت قوارب يو خلال غوصها عمياء وغير متحركة، وكانت محدودة السرعة والتحمل تحت الماء، ووصلت سرعتها على السطح إلى 15 عقدة وهي أقل من سرعة أغلب السفن الحربية في ذلك الوقت.
حققت قوارب يو عددًا من النجاحات المثيرة للإعجاب، وتمكنت من حماية الأسطول الألماني، لكن البحرية الألمانية لم تكن بمستوى البحرية البريطانية والفرنسية. لم يكن لقوارب يو القدرة على تحقيق تغيير حقيقي في مجريات الحرب، وقد استطاعت السفن الحربية التي تسير بسرعة وبشكل متعرج من البقاء في مأمن من خطر هذه القوارب.

### الهجمات الأولى على السفن التجارية
بدأت الهجمات الأولى على السفن التجارية في أكتوبر 1914. في ذلك الوقت لم تكن هناك خطة للقيام بهجوم منسق باستخدام قوارب يو على سفن الحلفاء التجارية، لأن مثل هذه الحملات قد تؤدي لتأليب الرأي العالمي المحايد ضد قوات المحور، وفي الأشهر الستة الأولى من الحرب أغرقت قوارب يو 19 سفينة (43 ألف طن من الحمولة).

## الحرب على التجارة: 1915

### حرب الغواصات المفتوحة
أدركت جميع الأطراف بحلول أوائل عام 1915 أن الحرب لن تنتهي بسرعة، وبدأوا يفكرون في القيام بأعمال أكثر صرامة من أجل تحقيق التفوق.
فرض البريطانيون - بقوتهم البحرية الساحقة - حصارًا بحريًا على ألمانيا فور اندلاع الحرب في أغسطس 1914، وفي أوائل نوفمبر 1914 أعلنوا بحر الشمال منطقة حرب. كان الحصار محكمًا بشكل كبير لدرجة قطع إمدادات الطعام. اعتبر الألمان هذا الحصار محاولة فاضحة لتجويع الشعب الألماني وإجباره على الخضوع، وأرادوا الانتقام بنفس الطريقة، وعلى كل حال لم يستمر الحصار البحري لألمانيا بنفس الشدة مع استمرار الحرب. لم تستطع ألمانيا التعامل مع القوة البحرية البريطانية الكبيرة، وكانت الطريقة الوحيدة الممكنة التي يمكن لألمانيا أن تفرض فيها حصارًا بحريًا على بريطانيا هي استخدام قوارب يو. شعر المستشار الألماني ثيوبالد فون بيثمان هولوف بأن مثل هذا الحصار البحري من شأنه أن يثير عداء الولايات المتحدة وغيرها من المحايدين، ولكنه لم يكن قادرًا على كبح جماح الضغوط لاتخاذ مثل هذه الخطوة.
أعلنت بريطانيا في نوفمبر 1914 أن بحر الشمال بأكمله أصبح منطقة حرب. ردًا على ذلك نشر الأدميرال هوغو فون بوهل قائد الأسطول الألماني في أعالي البحار في الجريدة الألمانية الرسمية في 4 فبراير 1915 تحذيرًا مفاده:
- نعلن أن المياه المحيطة ببريطانيا العظمى وأيرلندا - بما في ذلك القناة الإنجليزية بأكملها - منطقة حرب، واعتبارًا من 18 فبراير فصاعدًا سندمر أي سفينة تجارية معادية في هذه المنطقة، ولن نستطيع تجنب الخطر الذي قد يصيب الطواقم والركاب نتيجة لذلك.
- ستواجه السفن المحايدة أيضًا خطرًا في منطقة الحرب، لأنه في ضوء مخاطر الحرب البحرية وقد لا يكون من الممكن دائمًا منع الهجمات التي تستهدف سفن العدو من إيذاء السفن المحايدة.
- لن تتعرض الملاحة شمال شتلاند في الأجزاء الشرقية من بحر الشمال وعبر منطقة لا تقل عن ثلاثين ميلًا بحريًا على طول الساحل الهولندي للخطر.

كان ذلك سيؤدي بمرور الوقت بمرور الوقت لدخول الدول غير الأوروبية مثل البرازيل والولايات المتحدة إلى الحرب.
كان المقر الرئيسي لقوارب يو الألمانية في أوستند في بلجيكا، وهو الأمر الذي يتيح للغواصات الوصول بشكل أفضل إلى الممرات البحرية حول إنجلترا. استفاد الألمان من هذه الميزة وأرسلوا حوالي 20 قاربًا لبدء الحصار البحري، وفي يناير - قبل إعلان عن حرب الغواصات المفتوحة - كما كان يُطلق على الحصار البحري أغرقت قوارب يو 43 ألف طن من الحمولة، ثم زادت العمليات بشكل مطرد، بحيث أغرقت قوارب يو 100 ألف طن من الحمولة يوميًا، بمعدل 1.9 سفينة يوميًا.

### عمليات البحر الأبيض المتوسط
كان البحر الأبيض المتوسط مسرحًا جذابًا لعمليات البحرية الألمانية، فقد مرت نسبة كبيرة من الواردات البريطانية عبره، وكان مهمًا بشكلٍ مصيري للتجارة الفرنسية والإيطالية، كما أن الغواصات الألمانية كانت قادرة على العمل بفعالية في البحر المتوسط حتى في فصلي الخريف والشتاء عندما أعاقت الأحوال الجوية السيئة العمليات في المحيط الأطلسي وبحر الشمال. بالإضافة إلى ذلك كانت هناك نقاط معينة يجب أن تمر من خلالها سفن الشحن، مثل قناة السويس ومالطا وجبل طارق، وقد سمحت مساحة البحر الأبيض المتوسط الكبيرة بعدم مصادفة سفن محايدة مثل السفن الأمريكية أو البرازيلية، نظرًا لأن غير الأوروبيين قلَّما سافروا في تلك المياه.